# 大房身镇 (德惠市)
大房身镇，是中华人民共和国吉林省长春市德惠市下辖的一个乡镇级行政单位。

## 行政区划
大房身镇下辖以下地区：
东胜社区、中心社区、镇西社区、惠阳社区、兴达社区、安康社区、顺民社区、大房身村、东胜堂村、仇家纷村、西北天村、吉旦沟村、高台子村、常新村、长春岭村、西王家炉村、东王家炉村、姜家店村、富宁村、梨树村、东化吉村、西化吉村、南卡路村、北卡路村、头道村、东三家子村、二道村、下家村、东下家村、杨木林村、黑鱼村和洋草村。